# Sùng Văn
Sùng Văn (tiếng Trung: 崇文区, pinyin: Chóngwén Qū, Hán Việt: Sùng Văn khu là một quận nội thành cũ của thủ đô Bắc Kinh, Trung Quốc. Quận Sùng Văn có diện tích 15,9  km², dân số theo điều tra năm 2000 là 346.000 người và mật độ dân số là 21.761 người/ km². Quận được sáp nhập với Đông Thành từ tháng 7 năm 2010.